# Iglesia de madera de Flesberg

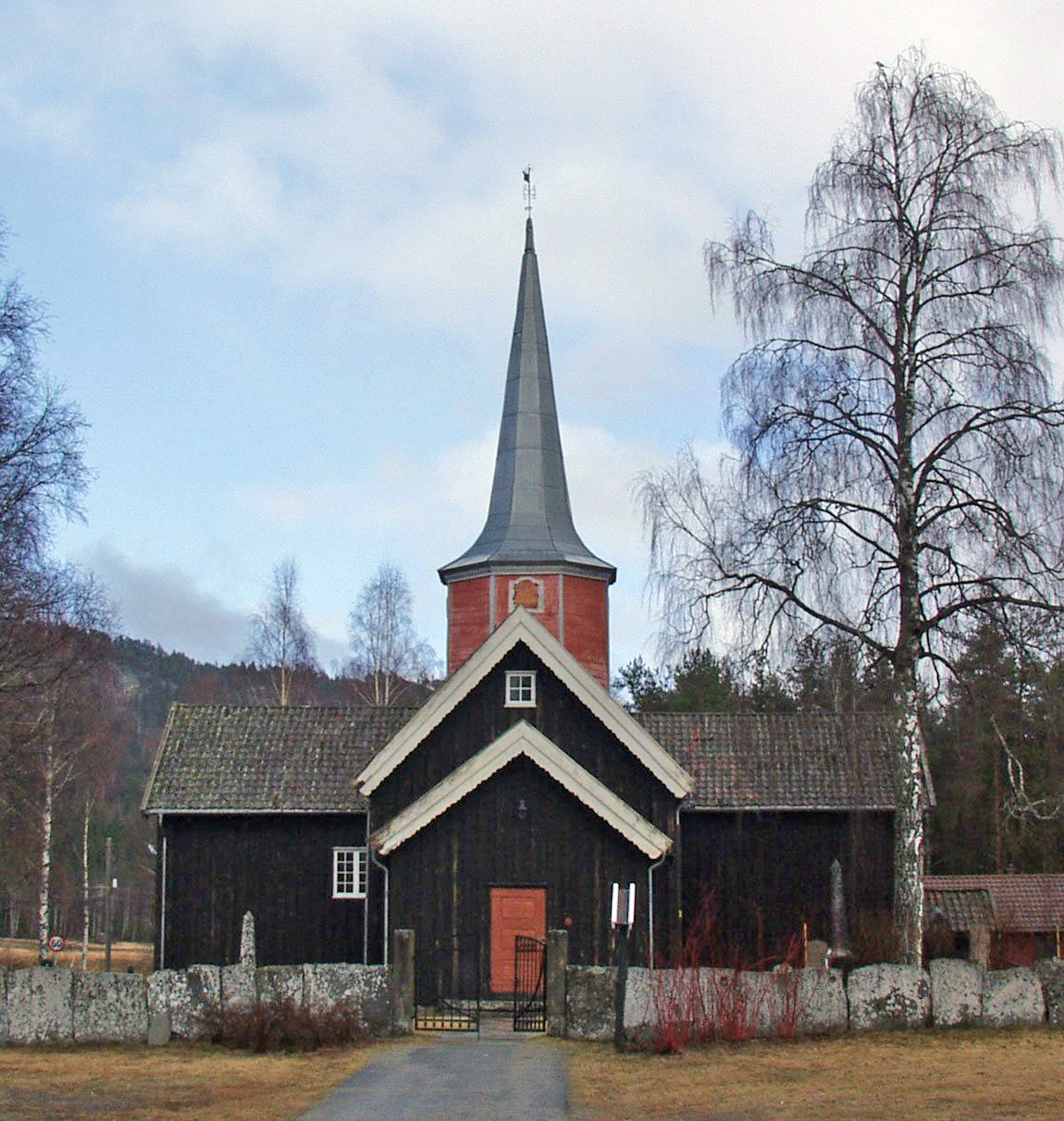
Iglesia de madera de Flesberg.

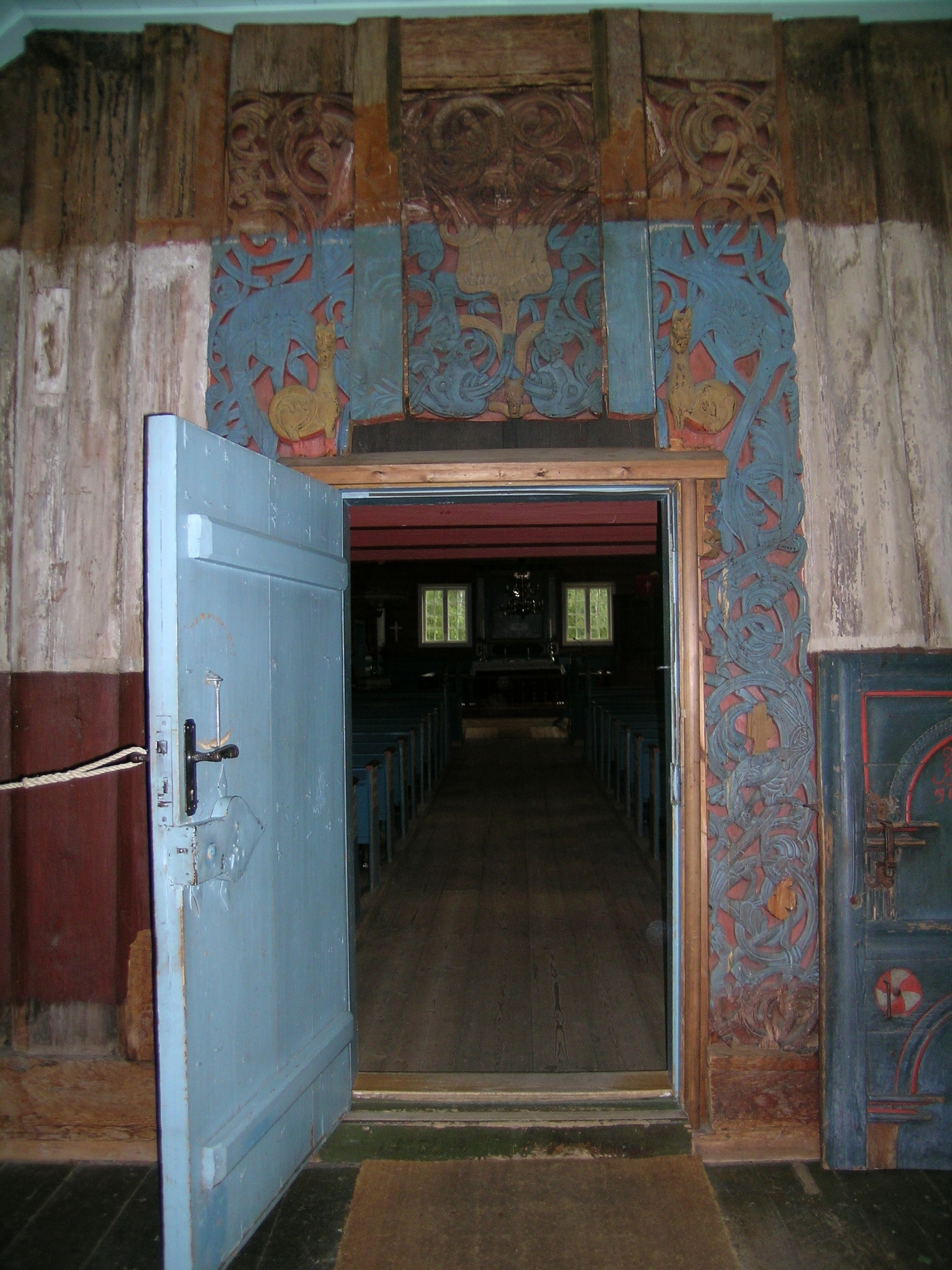
Portal occidental.

La iglesia de madera de Flesberg es una stavkirke (palabra noruega con la que se nombra a un tipo particular de templos cristianos medievales construidos de madera)  bastante restaurada de la segunda mitad del siglo XII o principios del siglo XIII en el municipio de Flesberg, Buskerud, Noruega. Conserva su carácter de templo parroquial luterano.

## Características
Actualmente tiene planta de cruz griega, con cuatro brazos equiláteros. El brazo occidental corresponde a la nave, y posee un pequeño vestíbulo, donde se halla la entrada principal; el brazo oriental es el coro (sin ábside), y los brazos norte y sur corresponden al transepto, un elemento extravagante del siglo XVII construido en una técnica diferente al de las stavkirke medievales. Hay una torre central, pero no se sitúa sobre el crucero, sino sobre el caballete del techo de la nave. El techo, que en un principio era escalonado, hoy no es más que un sencillo techo de dos aguas.
Conserva pocas partes originales, entre ellas los cuatro postes esquineros de la nave, una parte de las vigas de madera de los cimientos, así como algunos tablones del muro de la nave.
El portal occidental, aunque parcialmente reconstruido, es el original. Destacan sus columnas con capiteles en forma de leones y su rica decoración de arte vikingo con elementos vegetales y animales, como dragones y serpientes entrelazados. La mayor parte del portal está pintada de azul, pero la parte superior permanece al natural, debido a que anteriormente el vestíbulo occidental tenía una techumbre interior que cubría la parte superior del portal.

## Historia
Fuentes escritas nombran la iglesia por primera vez en 1359. El edificio suele datarse bastante antes, a finales del siglo XII o principios del XIII. Las técnicas de dendrocronología datan las piezas de madera más antigua de 1111.
En sus inicios se trató de una stavkirke de tipo B, consistente en una nave rectangular de sala central con techo elevado con cuatro postes esquineros (stav). El coro era más pequeño, con ábside y todo el templo se hallaba rodeado por un corredor, tal como sucede en la iglesia de madera de Borgund. Una pintura de 1701 muestra la iglesia aún con su aspecto medieval, aunque con ventanas en las paredes de la sala central de la nave.
En 1735 el muro occidental de la nave y la totalidad del coro fueron retirados, y se erigió un transepto de madera en técnica laftverk, transformando la planta en una forma de cruz. De esta época data también el porche occidental. El coro fue reconstruido con mayores dimensiones, perdiéndose el ábside. Se perdió también el escalonamiento de la nave y los postes centrales que servían de columnas divisorias entre la sala central y el deambulatorio. Bajo el piso de la iglesia se hallaron restos de las vigas de los cimientos de la sala central, aún con las muescas donde se insertaban los postes-columnas.

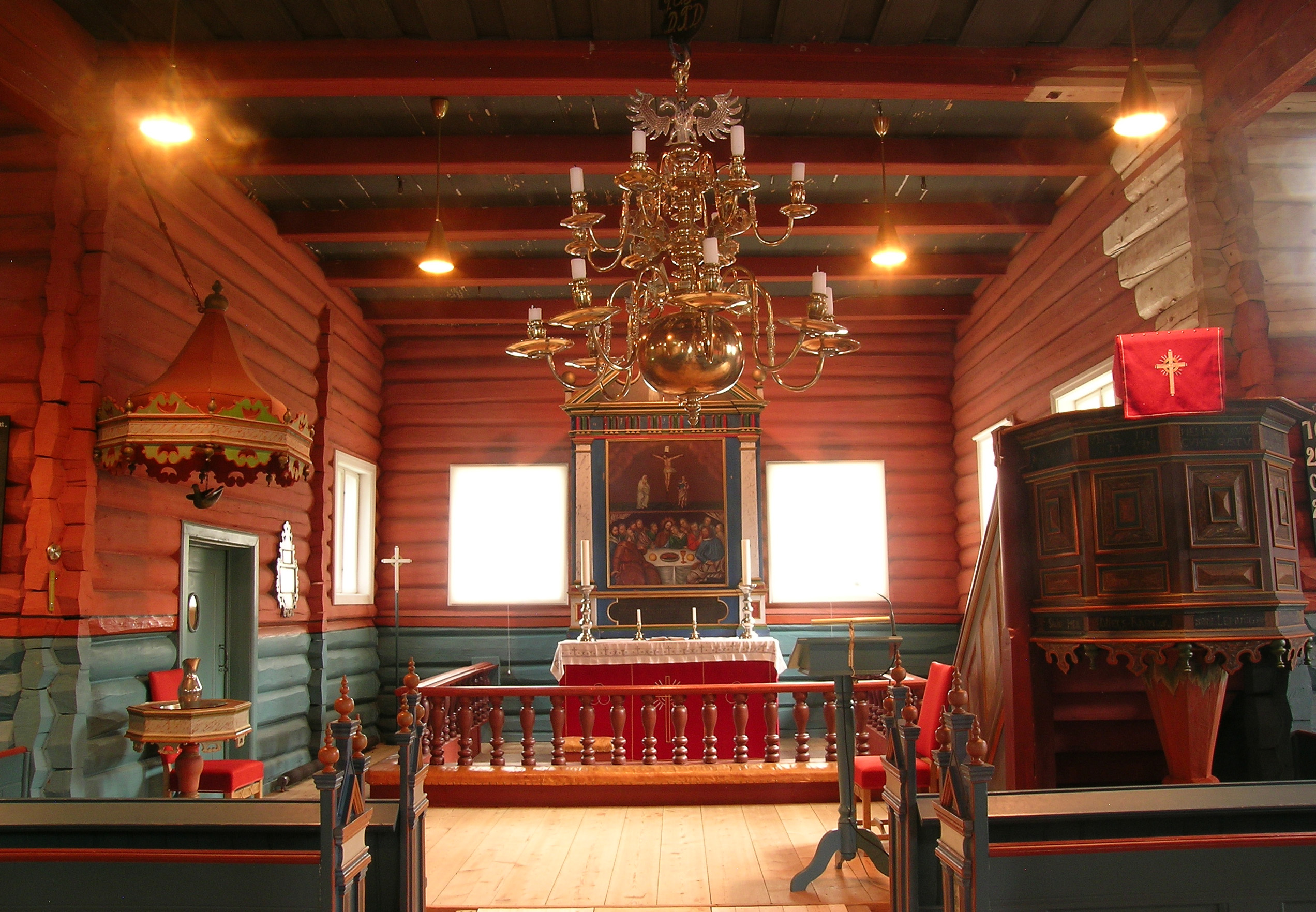
Interior del coro.

## Inventario
Al conservarse pocas piezas de la stavkirke original, solamente quedan escasos restos de la decoración medieval. El púlpito data del siglo XVII y la araña de luces del siglo XVIII. Hay algunos rastros de pinturas medievales en los muros del interior. El retablo es una obra de 1745 y sus motivos son la crucifixión y la última cena. El púlpito de madera data de la década de 1660.